# Santvliet

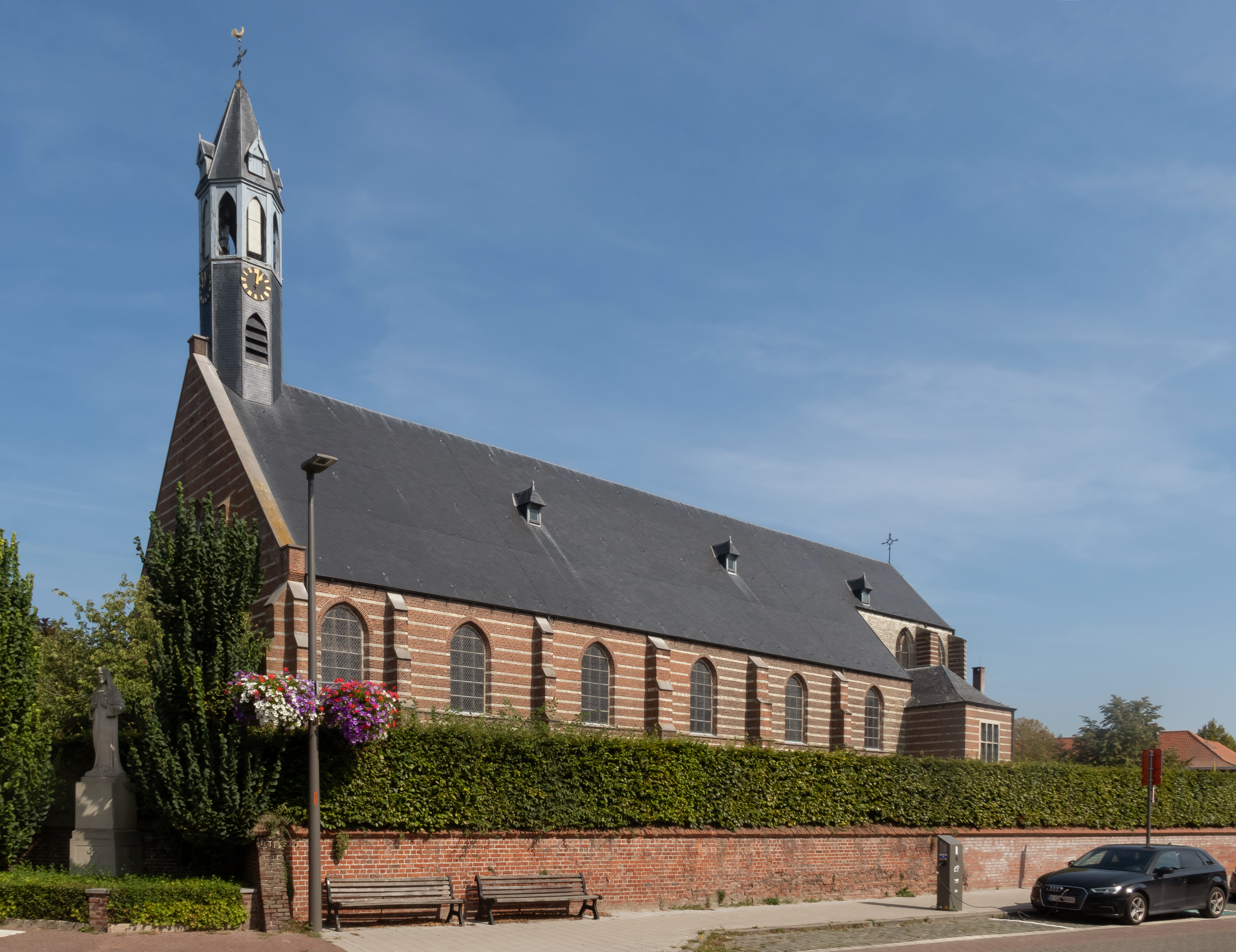
Zandvliet, la iglesia: la Sint Gertrudiskerk

Zandvliet (en flamenco) o Santvliet (en francés) es una ciudad belga que forma parte del distrito de Amberes, llamada actualmente Berendrecht-Zandvliet-Lillo, por la unión con otras dos ciudades.

## Historia
Las noticias más antiguas sobre ella la citan en el año 1135, cuando se le denominaba Santflit, que significa “paso navegable a través de la arena”.
Como el resto de territorios de los Países Bajos Borgoñones, a principios del siglo XVI pasaron a pertenecer a la Casa de Habsburgo, en particular, a la rama española, por el casamiento de Felipe el Hermoso (duque de Borgoña) y Juana la Loca (Reina de España) que dio lugar al nacimiento del Emperador Carlos V (Carlos I de España).
En el año 1622, el general genovés al servicio de Felipe IV de España, Ambrosio Spínola, mandó construir una fortificación con siete bastiones alrededor de la ciudad, con vistas a la defensa contra los insurgentes neerlandeses, situados en Bergen op Zoom. El proyecto duró seis años, dando a la ciudad el típico aspecto de ciudadela de la época.
Después de la batalla de Ramillies en 1706, fue ocupada por las tropas de la Alianza de La Haya, pasando a formar parte de los Países Bajos Austríacos en 1714.
Durante las Guerras Revolucionarias Francesas, la ciudad pasó a manos de Francia, hecho que significó la ruina de la fortaleza construida 170 años antes. No obstante, el trazado de la antigua fortaleza puede denotarse en el trazado de varias calles de la actual ciudad.
Una vez obtenida la independencia de Bélgica (1830), J. Bril se convirtió en el primer alcalde de la ciudad.
En 1887 se construyó el enlace ferroviario entre Amberes y Bergen op Zoom (provincia de Brabante, Países Bajos), línea que pasaba por Zandvliet, por lo que el transporte de pasajeros y productos favoreció el desarrollo de la ciudad.
En 1958, la ciudad de Zandvliet, junto a Lillo y Berendrecht, se unen a Amberes. En el año 2000, estas tres localidades se unen para pasar a llamarse Bezali (acrónimo muy utilizado por los medios de comunicación de la época). Sin embargo, a la población del lugar no les entusiasmó tal idea, por lo que continuaron llamándose Berendrecht- Zandvliet-Lillo.
El edificio más emblemático de la ciudad es la Iglesia católica, de estilo gótico, de Santa Gertrudis de Nivelles (patrona de Zandvliet), construida en el siglo XIII. Fue destruida varias veces durante la historia: en 1584 durante la guerra de Flandes (reconstruida en 1648 por orden del Obispo de la Abadía de San Miguel, de Amberes); otra vez en 1807 y, finalmente, en 1940, fue quemada por el ejército belga ante la llegada de los alemanes, para que estos no utilizasen la alta torre como punto de observación (otras versiones dicen que fue dinamitada), para reconstruirla de nuevo tras la guerra. En enero de 1990, debido a una fuerte tormenta, la iglesia perdió la cubierta y parte de la torre. En 1991 fue reconstruida. La iglesia fue consagrada en 1865. Detrás de ella está enterrado el famoso pintor Nicasius De Keyser (1813-1887).